# Lucius (Adelsgeschlecht)

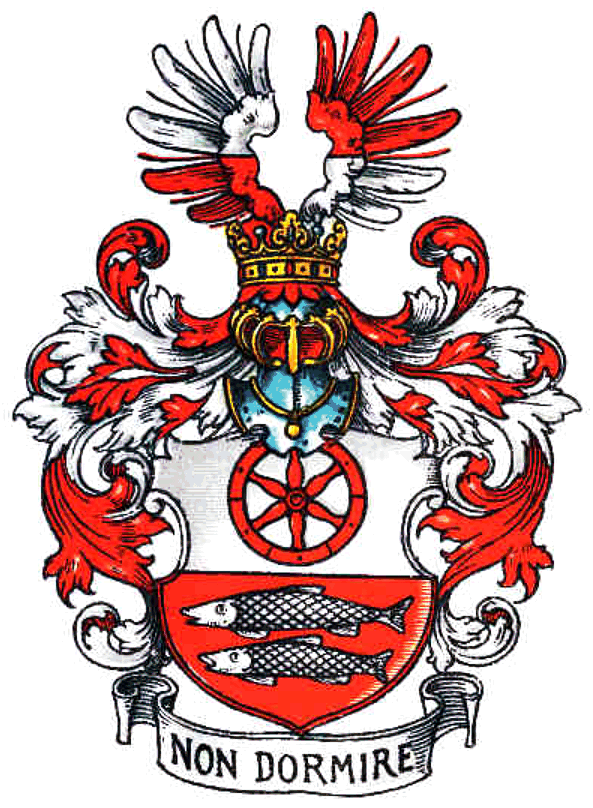
Wappen derer von Lucius von 1888

Lucius ist der Name einer thüringischen Familie, deren direkte Stammreihe mit Andreas Lucius in Seehausen bei Frankenhausen begann. Sein Sohn Jakob Lucius erwarb im Jahr 1691 in Erfurt das Bürgerrecht, Johann Anton Lucius (1742–1810) gründete 1763 in Erfurt die gleichnamige Textilfabrik.

## Adelserhebungen
Preußischer Adelsstand als „von Lucius“ (unbeschränkt) und preußischer Freiherrnstand als „Lucius von Ballhausen“, vererblich auf den Nachfolger im Besitz des zu gründenden Fideikommiss Klein-Ballhausen und darauf nach dem Recht der Erstgeburt (Primogenitur) an diesen Besitz, beziehungsweise als „Lucius von Stoedten“, für den Nachfolger im Besitz des zu gründenden Fideikommiss des Rittergutes Stoedten (südöstlich von Schwerstedt) mit dem Gut Groß-Ballhausen und vererblich nach dem Recht der Erstgeburt an diesen Besitz, am 5. Mai 1888 auf Schloss Charlottenburg für Robert Lucius als Gutsherr auf Groß- und Klein-Ballhausen und Rittergut Stödten in Thüringen, königlich preußischer Staatsminister und Minister für Landwirtschaft, Domänen und Forsten sowie Oberstleutnant der Landwehr-Kavallerie.

## Wappen
- Stammwappen: In Rot zwei rechtshin schwimmende silberne Hechte übereinander. Auf dem Helm mit rot-silbernen Decken ein offener, von Silber und Rot übereck geteilter Flug. Wahlspruch: Non dormire.
- Wappen von 1888: Geteilt; oben in Silber ein sechsspeichiges rotes Rad, unten das Stammwappen. Auf dem Helm mit rot-silbernen Decken ein offener, von Silber und Rot übereck geteilter Flug. Wahlspruch: Non dormire.

## Namensträger
- Hellmuth Freiherr Lucius von Stoedten (1869–1934), deutscher Gesandter in Schweden
- Otto Freiherr Lucius von Ballhausen (1867–1932), preußischer Landrat
- Robert Freiherr Lucius von Ballhausen (1835–1914), preußischer Landwirtschaftsminister
- Robert von Lucius (* 1949), deutscher Korrespondent
- Wulf D. von Lucius (* 1938), Verleger der Lucius & Lucius Verlagsgesellschaft und Honorarprofessor an der Universität Hohenheim